# Coll de l'Àliga (el Molar)
El Coll de l'Àliga és una muntanya de 386 metres que es troba al municipi del Molar, a la comarca catalana del Priorat.